# Trapania fusca
Trapania fusca é uma espécie de molusco pertencente à família Goniodorididae.
A autoridade científica da espécie é Lafont, tendo sido descrita no ano de 1874.
Trata-se de uma espécie presente no território português, incluindo a zona económica exclusiva.